# The Boys (Fernsehserie)/Staffel 1
Die komplette erste Staffel der US-amerikanischen Action-Fernsehserie The Boys umfasst 8 Episoden und wurde am 26. Juli 2019 auf Prime Video sowohl im Original als auch auf Deutsch erstveröffentlicht, in den Zeitzonen UTC-12 bis UTC-6 bereits am 25. Juli 2019.

## Episoden
| Nr. (ges.) | Nr. (St.) | Deutscher Titel                  | Originaltitel                 | Erstveröffentlichung USA | Deutschsprachige Erstveröffentlichung (D/A/CH) | Regie            | Drehbuch                                   |
| --- | --------- | -------------------------------- | ----------------------------- | ------------------------ | ---------------------------------------------- | ---------------- | ------------------------------------------ |
| 1 | 1         | Aller Anfang ist schwer…         | The Name of the Game          | 25. Juli 2019            | 26. Juli 2019                                  | Dan Trachtenberg | Eric Kripke                                |
| Hughie Campbell erleidet ein seelisches Trauma, nachdem seine Freundin Robin bei einem Hochgeschwindigkeitsaufprall mit dem berühmten Superhelden A-Train getötet wurde. Anwälte bieten eine Einigung in Höhe von 45.000 US-Dollar an, die Hughie nur zögerlich akzeptiert. Die aufstrebende Superheldin Annie January spricht als „Starlight“ vor und wird nach dem Rücktritt des Lamplighter in die „Seven“ aufgenommen. Als sie im Hauptquartier der „Seven“ ankommt, wird sie von The Deep begrüßt, der sie erpresst, ihn oral zu befriedigen. Hughie wird von Billy Butcher aufgesucht, der einen privaten Rachefeldzug gegen die korrupten Superhelden plant. Butcher bringt Hughie in einen geheimen „Supes Club“, um ihm Sicherheitsaufnahmen von A-Train zu zeigen, der über Robins Tod lacht. Butcher bittet Hughie, das Geld zu nehmen und eine Wanze im „Seven Tower“ zu platzieren, aber Hughie lehnt ab. Im Central Park trifft Annie Hughie und beide motivieren sich gegenseitig, für sich selbst einzustehen und sich ihren Herausforderungen zu stellen. Hughie platziert nun doch die Wanze, aber Translucent entdeckt ihn und konfrontiert Hughie damit bei der Arbeit. Butcher kommt und hilft Hughie, Translucent außer Gefecht zu setzen. An anderer Stelle schießt Homelander das Flugzeug des Bürgermeisters von Baltimore ab, weil er versucht hat, die Organisation Vought zu erpressen. |           |                                  |                               |                          |                                                |                  |                                            |
| 2 | 2         | Cherry                           | Cherry                        | 25. Juli 2019            | 26. Juli 2019                                  | Matt Shakman     | Eric Kripke                                |
| Butcher und Hughie bringen Translucent zu Frenchie, einem Waffenspezialisten, der eine Metakugel herstellt, um die diamantenharte Haut des Helden zu durchbohren, aber sie kann ihn nicht töten. Butcher wendet sich wegen der „Mallory-Akten“ an die CIA-Abteilungsleiterin Susan Raynor, lehnt ihr Angebot diesbezüglich jedoch ab. Vought-VP Madelyn Stillwell erzählt Homelander von den Beweisen, die Deep gefunden hat, und belastet ihn mit dem Flugzeugabsturz. Sie kümmert sich darum, während er mit Deep spricht. In der Nacht, in der sich Starlight mit The Deep zusammenschließt, verspricht sie, ihn zu töten, falls er jemals wieder versucht, sie sexuell zu belästigen. Stillwell erpresst den Senator von Oklahoma, Calhoun, eine Abstimmung zuzulassen, die es Vought ermöglichen könnte, Superhelden beim Militär unter Vertrag zu nehmen. Annie stoppt eine Vergewaltigung, ohne zu wissen, dass sie aufgezeichnet wird. Ihr Agent Ashley wütet wegen der negativen Belichtung und der rechtlichen Auswirkungen auf sie. Während Homelander nach Translucent sucht, beschließt Frenchie, C-4-Sprengstoff in Translucents Anus zu schieben, der daraufhin ängstlich verrät, dass A-Train mit seiner Freundin Popclaw zusammen war, bevor er Robin tötete. Die Boys erfahren, dass Homelander in der Nähe ist und sie nicht riskieren können, Translucent zu töten. Frenchie und Butcher sorgen für eine explosive Ablenkung. Translucent entkommt und überredet Hughie, ihn gehen zu lassen, aber Hughie ändert seine Meinung und bringt den Sprengstoff zur Detonation, wodurch Translucent getötet wird.                    |           |                                  |                               |                          |                                                |                  |                                            |
| 3 | 3         | Um jeden Preis                   | Get Some                      | 25. Juli 2019            | 26. Juli 2019                                  | Philip Sgriccia  | George Mastras                             |
| Als Frenchie und Butcher die Überreste von Translucent aufräumen, verlässt Hughie sein Haus, nachdem er seinem Vater endlich erzählt hat, wie er sich wirklich fühlt. In der Zwischenzeit wird Starlight über das Internet bekannt, weil sie die Vergewaltigung gestoppt hat, nur um zu erfahren, dass Stillwell ihr ein sehr körperbetontes Kostüm angefertigt hat. Sie lehnt ab, aber Stillwell zwingt sie, es zu tragen oder ihren Job zu verlieren. Butcher holt seinen früheren Freund „Mother’s Milk“, um Popclaw zu überwachen. Hughie installiert Spyware auf ihrem Computer und erfährt, dass A-Train eine leistungssteigernde Substanz namens „Compound-V“ verwendet. Butcher will sie entlarven, bevor die Supes in die Streitkräfte aufgenommen werden können, aber er braucht eine Phiole mit „Compound-V“ aus A-Trains bevorstehendem Rennen mit Shockwave. Zuvor trifft Hughie Annie als Starlight und lädt sie zum Mittagessen ein. Die beiden flirten miteinander, was zu einem Nummernaustausch führt. A-Train nutzt eine Phiole, um das Rennen zu gewinnen, und bricht sein Versprechen an Popclaw, indem er verkündet, dass er Single ist. Als Mother’s Milk daher ableitet, dass Popclaw einige Fläschchen geklaut hatte, finden sie sie, völlig high, beim Geschlechtsakt mit ihrem Vermieter, der aufgrund ihrer Superkräfte seinen Kopf explodieren lässt. Butcher nutzt diese Gelegenheit, um von Popclaw Informationen zu erpressen. Im Hauptquartier von Vought enthüllt Homelander Stillwell die Überreste von Translucent zusammen mit Butchers Botschaft „Coming for you“ …                                          |           |                                  |                               |                          |                                                |                  |                                            |
| 4 | 4         | Das Weibchen der Spezies         | The Female of the Species     | 25. Juli 2019            | 26. Juli 2019                                  | Fred Toye        | Anne Cofell Saunders                       |
| Nach Popclaws Tipp finden die Boys ein Versteck der Triade, in dem eine inhaftierte Japanerin, „The Female“, untergebracht ist. Frenchie befreit diese. Nachdem sie ihre Wachen getötet hat und weggelaufen ist, findet Mother’s Milk Beweise dafür, dass die Frau eine Testperson war. Als Hughie beim Bowling auf Starlight trifft, lässt Butcher ihn ihr Handy abhören. Da die Versorgung mit Compound-V beeinträchtigt ist, lässt A-Train Popclaw sich verstecken, während er nach der Frau sucht. Stillwell schickt Homelander und Queen Maeve, um ein entführtes Verkehrsflugzeug, Flug 37, zu retten, aber Homelander verlässt das Flugzeug beiläufig, als der Plan zur Rettung scheitert, und zwingt Maeve, ihr Überleben dem der Passagiere vorzuziehen. Frenchie findet Beweise, die zur Penn Station führen, und stellt für einen Moment eine Verbindung mit der Frau her, verliert sie jedoch in der Menge. Sie fangen sie auf den Gleisen ab, aber A-Train kommt und versucht sie zu töten. Frenchie zieht eine Menge an, um A-Train abzulenken und der Frau die Flucht zu ermöglichen. Die Boys treiben sie in die Enge und Frenchie versucht mit ihr zu reden. Sie greift ihn an, also verwendet Butcher Knock-out-Gas. Stillwell ist erfreut zu sehen, dass Homelander die Tragödie nutzt, um auf militarisierte Supes zu drängen und die Menge mit einer herzlichen Rede zu erregen, während Maeve um diejenigen trauert, die sterben mussten … |           |                                  |                               |                          |                                                |                  |                                            |
| 5 | 5         | Gut für die Seele                | Good for the Soul             | 25. Juli 2019            | 26. Juli 2019                                  | Stefan Schwartz  | Anne Cofell Saunders                       |
| Auf der „Believe Expo“ spricht Starlight mit einigen Teenagern, während sie angewiesen wird, die Vought-Agenda voranzutreiben, während Hughie Ezekiel, den Expo-Gastgeber und ihre nächste Hauptrolle trifft. Maeve fühlt sich schuldig, Flug 37 abstürzen zu lassen und besucht ihre frühere Freundin Elena, geht aber, bevor sie sich vollständig erklärt. Butcher nimmt sich Zeit, um mit Rachel, seiner Schwägerin, über einen Grabstein für Becca, seine vor 8 Jahren verschwundene Ehefrau, zu sprechen. A-Train tötet Popclaw, weil sie ihn verraten hat, und findet Überwachungsmaterial, auf dem er Frenchie erkennt. Nachdem Homelander ein Treffen mit Ezekiel beendet hat, erpresst Hughie letzteren, um Informationen über Compound-V zu erhalten, und verunglimpft dann Ezekiels einzige gewissenhafte Kampagne. Homelander versammelt die Menge mit einer spontanen Hardliner-Rede. Starlight bricht mit ihrem Drehbuch, um offen sprechen zu können, und offenbart ihre Unwissenheit über das Christentum, ihren sexuellen Übergriff und die Kompromisse, die sie für ihren Arbeitgeber gemacht hat. Hughie tröstet sie später und sympathisiert mit ihrer Notlage, indem er ihr von Robins Tod erzählt. Butcher und Mother’s Milk entdecken, dass Voughts Compound-V bei Säuglingen angewendet wird, um Supes herzustellen. Frenchie findet heraus, dass Black Noir ihn sucht. Beim Versuch zu fliehen wird ihm gesagt, er solle die Frau zurücklassen, aber er lässt sie aus Sympathie frei. Sie rettet ihn vor einem Angriff von Black Noir und scheint zu sterben, erwacht dann aber und ihre Wunden heilen sofort.            |           |                                  |                               |                          |                                                |                  |                                            |
| 6 | 6         | Die Unschuldigen                 | The Innocents                 | 25. Juli 2019            | 26. Juli 2019                                  | Jennifer Phang   | Rebecca Sonnenshine                        |
| Jetzt wissen die Boys, dass Vought seit 1971 Super-Wohltätigkeitsorganisationen eingesetzt hat, um als Impfstoff getarnte Compound-V zu schmuggeln und Superbabys zu züchten. Annie erfährt, dass ihre Promoterin Ashley gefeuert wurde, und Stillwell fordert, dass sie ihrem entworfenen Image entspreche. Annie weigert sich und merkt an, dass ihre Entlassung nach der Meldung eines sexuellen Übergriffs Vought nur schaden würde. Stillwell, die weiß, dass es The Deep war, lässt ihn sich öffentlich entschuldigen und versetzt ihn für ein Sabbatjahr nach Sandusky, Ohio. Butcher bringt Hughie zu einer Selbsthilfegruppe für Überlebende von Supes-Kollateralschäden, geht aber, nachdem er sie angeschrien hat, weil sie nichts getan haben, um Gerechtigkeit einzufordern. Alleine erklärt Butcher Hughie, dass Homelander seine Frau vergewaltigt hat, die kurz darauf vermisst wurde. Frenchie und Mother’s Milk erhalten Hilfe von Mesmer, einem Telepathen, um in die Gedanken der Frau zu sehen. Sie erfahren, dass sie Kimiko heißt und dass sie von der Terroristengruppe der „Shining Light Liberation Army“ entführt wurde. Sie erfahren auch, dass Vought Terroristen mit Compound-V dazu bringt, ihre Agenda zur Militarisierung von Supes voranzutreiben. Butcher sagt es Raynor, aber als sie sich weigert, Homelander ins Visier zu nehmen, bricht er den Deal ab. In der Zwischenzeit gibt Mesmer Homelander Überwachungsfotos der Boys. Hughie und Annie küssen sich, aber Butcher findet es heraus und warnt ihn, sich nicht mit dem Feind zu verbrüdern, und droht ihm, ihr vom Tod von Translucent zu erzählen … |           |                                  |                               |                          |                                                |                  |                                            |
| 7 | 7         | Die Selbsterhaltungsgesellschaft | The Self-Preservation Society | 25. Juli 2019            | 26. Juli 2019                                  | Dan Attias       | Craig Rosenberg & Ellie Monahan            |
| Hughie und Annie buchen ein Hotelzimmer, in dem sie Sex haben, und er erklärt sich bereit, sie seinem Vater vorzustellen. The Deep findet seinen Transfer nach Sandusky, Ohio, langweilig. Er nimmt einen Fan mit in seine Wohnung, aber sie greift ihn sexuell an seinen Kiemen an. Homelander hält ein Treffen ab, um zu besprechen, wie Hughie Translucent tötete, Ezekiel erpresst hat und A-Train Robin tötete. Er beschuldigt Starlight wütend der Mitverschwörung, aber Maeve verteidigt sie. Als A-Train Hughie anruft und behauptet, er halte seinen Vater als Geisel, stellen die Boys fest, dass Mesmer sie betrogen hat. Ein wütender Butcher ermordet später Mesmer. Hughie erhält etwas Compound-V, um A-Train abzulenken und Kimiko in die Lage zu bringen, ihn zu verkrüppeln. Homelander fragt den Vought-Wissenschaftler Dr. Vogelbaum nach Becca Butcher. Dieser teilt ihm mit, dass sie mit seinem Kind schwanger war, aber beide starben und Vought es vertuschte. Vogelbaum hinterfragt das Timing der Offenbarung und bedauert, ihn in einem Labor großgezogen zu haben. Er nennt Homelander seinen „größten Misserfolg“. Butcher bittet Raynor, die Familien von Hughie und Mother’s Milk im Austausch gegen Beweise zu schützen. Als Raynor Stillwell und Vought angreift, erfährt sie von dem übermenschlichen Terroristen Naqib. Annie konfrontiert Hughie, der Voughts Verwendung von Compound-V erklärt, bevor Butcher ankommt, um ihn zu exfiltrieren und sie zu erschießen … |           |                                  |                               |                          |                                                |                  |                                            |
| 8 | 8         | Du hast mich gefunden            | You Found Me                  | 25. Juli 2019            | 26. Juli 2019                                  | Eric Kripke      | Anne Cofell Saunders & Rebecca Sonnenshine |
| Das Pentagon klassifiziert Compound-V als kontrollierte Substanz und listet die Boys als Flüchtige auf, während Annie ihre Mutter konfrontiert. Vought bestreitet The Deeps Rückkehr zu den Seven, was zu einem emotionalen Zusammenbruch führt. Ein verletzter A-Train, der wütend darüber ist, dass er außerhalb des Kostüms ein rassistisches Profil hat, prallt auf Compound-V zurück. Butcher bringt Hughie zu Mallory, die die Teilnahme verweigert, sie jedoch über Stillwell informiert und Hughie vor Butchers Rachsucht warnt. Hughie geht, um um Annies Hilfe zu bitten, aber sie weigert sich aus Misstrauen ihm gegenüber. Maeve öffnet sich und bittet Starlight, wieder sie selbst zu sein. Homelander gesteht Stillwell privat, dass er die Superterroristen heimlich erschaffen hat, und sie haben Sex. An einem dunklen Ort hilft Hughie Frenchie und Mother’s Milk, Kimiko zu befreien. Starlight rettet sie und als A-Train ankommt, kämpfen sie und Hughie gegen ihn, bis der Flitzer einen Herzinfarkt erleidet. Hughie wendet einen Wiederbelebungsversuch an, aber Starlight übernimmt diesen, damit er entkommen kann. Butcher nimmt Stillwell als Geisel und rüstet sie mit Sprengstoff aus, um Homelander zu ködern. Nachdem er enthüllt hat, dass er Vogelbaum wegen der Wahrheit über Becca gefoltert hat, tötet Homelander Stillwell selbst. Homelander rettet Butcher vor seiner Selbstmordexplosion und zeigt ihm, wo Becca heimlich Homelanders Sohn großgezogen hat … |           |                                  |                               |                          |                                                |                  |                                            |